# Чаха

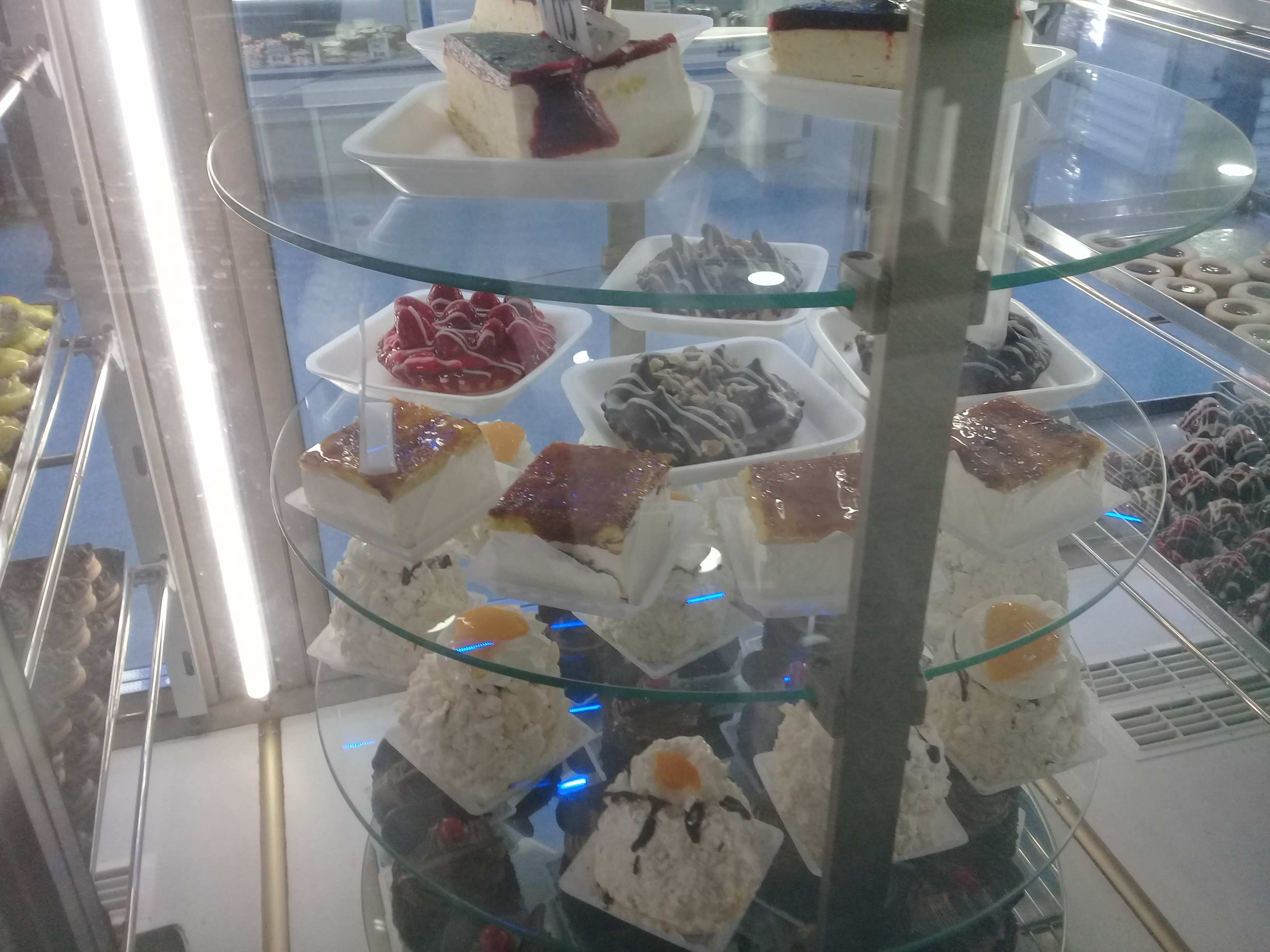
Чаха, массіні та інші десерти

Чаха (ісп. chajá) — це торт, типовий десерт уругвайської кухні. Він був створений 27 квітня 1927 року Орландо Кастейлано, власником Confitería Las Familias у місті Пайсанду.
Своєю назвою цей десерт зобов'язаний південному крикуну, птаху центральної та південної частини Південної Америки. Місцеві його називають чаха. Цей птах особливо поширений у провінції Ентре-Ріос в Аргентині.
Основними інгредієнтами цього десерту є безе, бісквіт (біскочуело), крем та фрукти (зазвичай додаються персики чи полуниця). Іноді додають дульсе-де-лече чи шоколад.
Цікаво, що, як і у випадку з іншими успішними продуктами, точний рецепт цього торта не відомий нікому, крім родини винахідника, в якій рецепт зберігається секретом уже в четвертому поколінні.